# پیترو تارکینی
پیترو تارکینی (انگلیسی: Pietro Tarchini) (زادهٔ ۲۹ سپتامبر ۱۹۲۱ – درگذشتهٔ ۱۴ ژوئیهٔ ۱۹۹۹) دوچرخه‌سوار اهل سوئیس بود.